# Lagenzählung

Kennung der Lage 2 aus Musils Der Mann ohne Eigenschaften

Wird ein Buch nicht aus Einzelblättern, sondern aus gefalteten Bögen hergestellt, ist das Ergebnis einer solchen Faltung eine Lage. Das beidseitige Bedrucken eines Papierbogens erzeugt somit zumindest vier, typischerweise jedoch 16 Seiten. Das heißt, dass vorne wie hinten zwei bzw. acht Seiten des Buches gedruckt und die Bögen anschließend entsprechend der Druckfolge gefaltet werden.
Damit die einzelnen Seiten geöffnet werden können, müssen die gefalteten Bögen anschließend aufgeschnitten werden. Damit erhält man zwei bis acht kleinere, doppelseitig bedruckte Bögen. Diese werden in weiterer Folge – abhängig von der vorgesehenen Bindeart – zu einer Lage zusammengeheftet. Damit der Buchbinder weiß, in welcher Reihenfolge die gehefteten Lagen zu einem Buchblock gebunden werden, sind vom Buchdrucker am Beginn und fallweise auch am Ende einer Lage Zählungen, Markierung oder Notizen angebracht. Im einfachsten Fall stellt die Lagenzählung somit eine Durchnummerierung, beginnend mit Eins dar und gibt die Position der jeweiligen Lage innerhalb eines Buchblocks an. Häufig werden neben der Lagenzählung zudem Hinweise angebracht, die darüber Auskunft geben, zu welchem Werk die jeweilige Lage gehört. In diesem Fall werden z. B. Titelabkürzungen als Notizen neben der Zählung mit angedruckt. Bei historischen Werken findet sich am Beginn und am Ende einer jeden Lage häufig auch die Wiederholung eines Ausschnitts der beginnenden / endenden Zeile der nachfolgenden Lage wieder. Dies folgte einst dem Umstand, dass nicht jeder Buchbinder lesen konnte und nicht jede Seite in jedem Fall eine Nummerierung hatte.
Durch die Kenntlichmachung des ursprünglichen Bogens wird im Jargon der Buchdrucker von der Bogensignatur gesprochen. Lagenzählungen wurden jedoch bereits in handschriftlich verfassten Werken angebracht, lange vor der Einführung des Buchdruckes. Die Lagenzählung wird zudem retrospektiv zur Bestimmung des Buchformates ausgewertet. Im abgebildeten Beispiel ist links unten die Lagenzählung (2) sowie die Titelabkürzung (Musil Mann) aus dem Werk „Robert Musil: Der Mann ohne Eigenschaften. Ernst Rowohlt Verlag, Berlin 1930“ zu erkennen.